# Лукас Гелер
Лукас Гелер (нім. Lucas Höler, нар. 10 липня 1994, Ахім, Німеччина) — німецький футболіст, нападник клубу «Фрайбург».

## Ігрова кар'єра
Грати у футбол на професійному рівні Лукас Гелер почав у клубі Регіональної ліги «Ольденбург». Після чого футболіст провів три сезони, виступаючи у Лізі 3 за другу команду «Майнц 05».
У травні 2016 року стало відомо, що Гелер підписав контракт на два роки з можливістю продовження з клубом Другої Бундесліги «Зандгаузен». У грудні 2017 року, коли до завершення контракту залишалося пів року, Гелер перейшов до клубу Бундесліги «Фрайбург». Першу гру на вищому рівні Гелер провів у січні 2018 року у матчі Бундесліги проти «Айнтрахта».
4 квітня 2023 року Лукас Гелер забив переможний пенальті у ворота «Баварії» у кубковому матчі і цей матч став першим виїзним переможним матчем «Фрайбурга» проти «Баварії».